# 벵그루프군

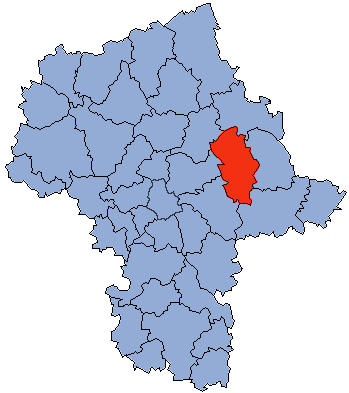
마조프셰주 지도에 표시된 벵그루프군의 위치

벵그루프군(폴란드어: powiat węgrowski)은 폴란드 마조프셰주에 위치한 군으로 군청 소재지는 벵그루프이며 면적은 1,219.18km2, 인구는 66,037명(2019년 기준), 인구 밀도는 54명/km2이다.
북쪽으로는 오스트루프군, 동쪽으로는 소코우프군, 남쪽으로는 시에들체군, 남서쪽으로는 민스크군, 서쪽으로는 보워민군, 비슈쿠프군과 접한다. 9개 지방 자치체(1개 도시, 1개 도시형 농촌, 7개 농촌)를 관할한다.

군기
군 문장